# إيفان ألمار
إيفان ألمار (بالمجرية: Almár Iván) (و. 1932 – م) هو عالم فلك من المجر . ولد في بودابست .